# طارق المولد
طارق المولد (عربی: طارق بن عمر بن فرج عمر؛ زادهٔ ۲۰ ژوئیهٔ ۱۹۸۰) بازیکن فوتبال اهل عربستان سعودی بود.
از باشگاه‌هایی که در آن بازی کرده‌است می‌توان به باشگاه فوتبال الحزم عربستان سعودی و باشگاه فوتبال الاتحاد اشاره کرد.
وی همچنین در تیم ملی فوتبال عربستان سعودی بازی کرده‌است.